# Emilia Schneider
Pour les articles homonymes, voir Schneider.
Schneider  Videla est un nom espagnol. Le premier nom de famille, en général paternel, est Schneider ; le second, en général maternel, souvent omis, est Videla.
Emilia Schneider Videla (Santiago, 23 octobre 1996) est une femme politique, militante et féministe chilienne. Elle est élue députée en 2021, et devient la première parlementaire transgenre du Chili. Elle a été représentante au niveau universitaire. En 2018 elle a été porte-parole de l'Assemblée Féministe 8M pendant les manifestations féministes au Chili qui ont lieu la même année. En 2019, elle devient la première présidente transgenre de la Fédération d'Étudiants de l'Université du Chili (Fech). Elle est militante du parti Comunes, qui fait partie de la coalition du Front large.

## Biographie
Née en 1996 à Santiago, Emilia Schneider est la petite-fille du général René Schneider, commandant en chef de l'Armée du Chili entre 1969 et 1970, année durant laquelle il est assassiné afin d'éviter l'arrivée au pouvoir d'Allende, alors que Schneider défend la Constitution (ce qui est connu comme la « doctrine Schneider ».
Elle réalise ses études primaires et secondaires au Colegio Latinoamericano de Integración, un établissement proche de la gauche politique chilienne. Elle entre ensuite à la faculté de droit de l'Université du Chili. Elle est porte-parole lors de l'occupation féministe de la faculté de droit pendant les manifestations féministes au Chili de 2018, et est la première femme trans porte-parole de l'Assemblée Féministe 8M.
En 2019, pendant les élections de la Fédération d'Étudiants de l'Université du Chili (Fech), réalisées les 29 et 30 avril, elle obtient la première majorité avec 3 708 votes. Cependant, en raison du manque de quorum et de la faible participation électorale (seul 25,8% des personnes inscrites sur les listes électorales ont voté, en-dessous du minimum de 40%), un groupe de direction intérimaire est mis en place, dont elle est la présidente, ce qui permet que la coalition du Front large obtienne la présidence intérimaire de cette faculté.
En 2019 après le début des manifestations au Chili, elle représente la jeunesse universitaire favorable à la rédaction d'une nouvelle constitution, au sein du groupe d'unité sociale. Outre son militantisme politique, Schneider est une militante pour les droits des personnes LGBT, en particulier pour les personnes transgenres et pour l'égalité des droits des minorités sexuelles chiliennes.
Pendant la pandémie de Covid-19 au Chili, Schneider appelle à une « grève en ligne » étudiante en mars 2020, comme une forme de protestation au niveau national face à l'absence de garanties dans les mesures prises par le Ministère d'Éducation pour mettre en place l'éducation en ligne afin de maintenir les confinements et la distanciation physique.
Elle s'inscrit comme candidate du parti Communs au sein de la liste Approbation dignité aux élections constituantes de 2021, dans le district n°10 (correspondant aux communes de Santiago, Ñuñoa, Macul, La Granja, Providencia et San Joaquín), mais n'est pas élue.
Par la suite elle est élue députée pour le district n°10 aux élections parlementaires de 2021, et devient la première députée transgenre de l'histoire du Chili.

## Controverses
Une fuite de fichiers numériques des Carabiniers du Chili réalisée par des hackers montre qu'Emilia Schneider figurait dans une liste de personnes aux côtés d'autres dirigeants de sa faculté pour être l'objet d'enquêtes et de rapports d'intelligence policière. En conséquence, le vice-rectorat de l'Université du Chili dépose plainte pour espionnage contre l'institution en novembre 2019.

## Historique Électoral

### Élections constituantes de 2021
- Élections constituantes de 2021, pour le district 10 (La Granja, Macul, Ñuñoa, Providencia, San Joaquín, Santiago)[11]

| Candidat                   | Pacte                                       | Parti  | Votes | %    | Résultats |
| -------------------------- | ------------------------------------------- | ------ | ----- | ---- | --------- |
| Fernando Atria Lemaitre    | Approbation dignité                         | Ind-RD | 52443 | 12,3 | Élu       |
| Teresa Marinovic Vial      | En avant pour le Chili                      | Ind-RN | 39700 | 9,3  | Élue      |
| Patricia Politzer Kerekes  | Indépendants pour une nouvelle constitution | Ind.   | 31695 | 7,5  | Élue      |
| Jorge Baradit Morales      | Liste d'approbation                         | Ind-PS | 21847 | 5,1  | Élu       |
| Gonzalo Blumel Mac-Iver    | En avant pour le Chili                      | EVOP   | 19131 | 4,5  |           |
| Cristian Monckeberg Bruner | En avant pour le Chili                      | RN     | 18533 | 4,4  | Élu       |
| Karina Nohales             | Mouvements Sociaux : Unité d'Ind.           | Ind.   | 14630 | 3,4  |           |
| Emilia Schneider Videla    | Approbation dignité                         | COMU   | 12492 | 2,9  |           |
| Manuel Woldarsky           | Liste du peuple                             | Ind.   | 10544 | 2,5  | Élu       |
| Antonia Orellana           | Approbation dignité                         | CS     | 10309 | 2,4  |           |
| Giovanna Roa               | Approbation dignité                         | RD     | 3843  | 0,9  | Élue      |

### Élections parlementaires de 2021
- Élections parlementaires de 2021 comme députée pour le district 10 (La Granja, Macul, Ñuñoa, Providencia, San Joaquín et Santiago)[12]

| Candidat                               | Pacte                 | Parti | Votes  | %     | Résultat |
| -------------------------------------- | --------------------- | ----- | ------ | ----- | -------- |
| Gonzalo Winter Etcheberry              | Approbation dignité   | CS    | 66 590 | 14,48 | Député   |
| Jorge Alessandri Vergara               | Chili on peut plus    | UDI   | 49 419 | 10,82 | Député   |
| Johannes Kaiser Barents-Von Hohenhagen | Front Social Chrétien | PLR   | 26 610 | 5,82  | Député   |
| Emilia Schneider Videla                | Approbation dignité   | COM   | 26 130 | 5,72  | Députée  |
| María Luisa Cordero Velásquez          | Chili on peut plus    | ILAA  | 20 498 | 4,49  | Députée  |
| Helia Molina Milman                    | Nouveau Pacte Social  | PPD   | 18 908 | 4,14  | Députée  |
| Alejandra Placencia Cabello            | Approbation dignité   | PCCh  | 17 970 | 3,93  | Députée  |
| Pablo Kast Sommerhoff                  | Chili on peut plus    | EVO   | 15 686 | 3.43  |          |
| Karla Peins Timmermann                 | Parti Écologiste Vert | PEV   | 13 145 | 2,88  |          |
| Pía Marinovic Merino                   | Front Social Chrétien | PLR   | 13 088 | 2,86  |          |
| Nicole Martínez Aranda                 | Approbation dignité   | RD    | 12 940 | 2,8   |          |
| Sebastián Torrealba Alvarado           | Chili on peut plus    | RN    | 12 859 | 2,81  |          |
| Lorena Fries Monleon                   | Approbation dignité   | ILAR  | 11 545 | 2,53  | Députée  |
| René Naranjo Sotomayor                 | Approbation dignité   | ILAR  | 9 336  | 2,04  |          |
| Savka Pollak Tomasevich                | Chili on peut plus    | ILAA  | 8 383  | 1,83  |          |